# Gare de Holmlia

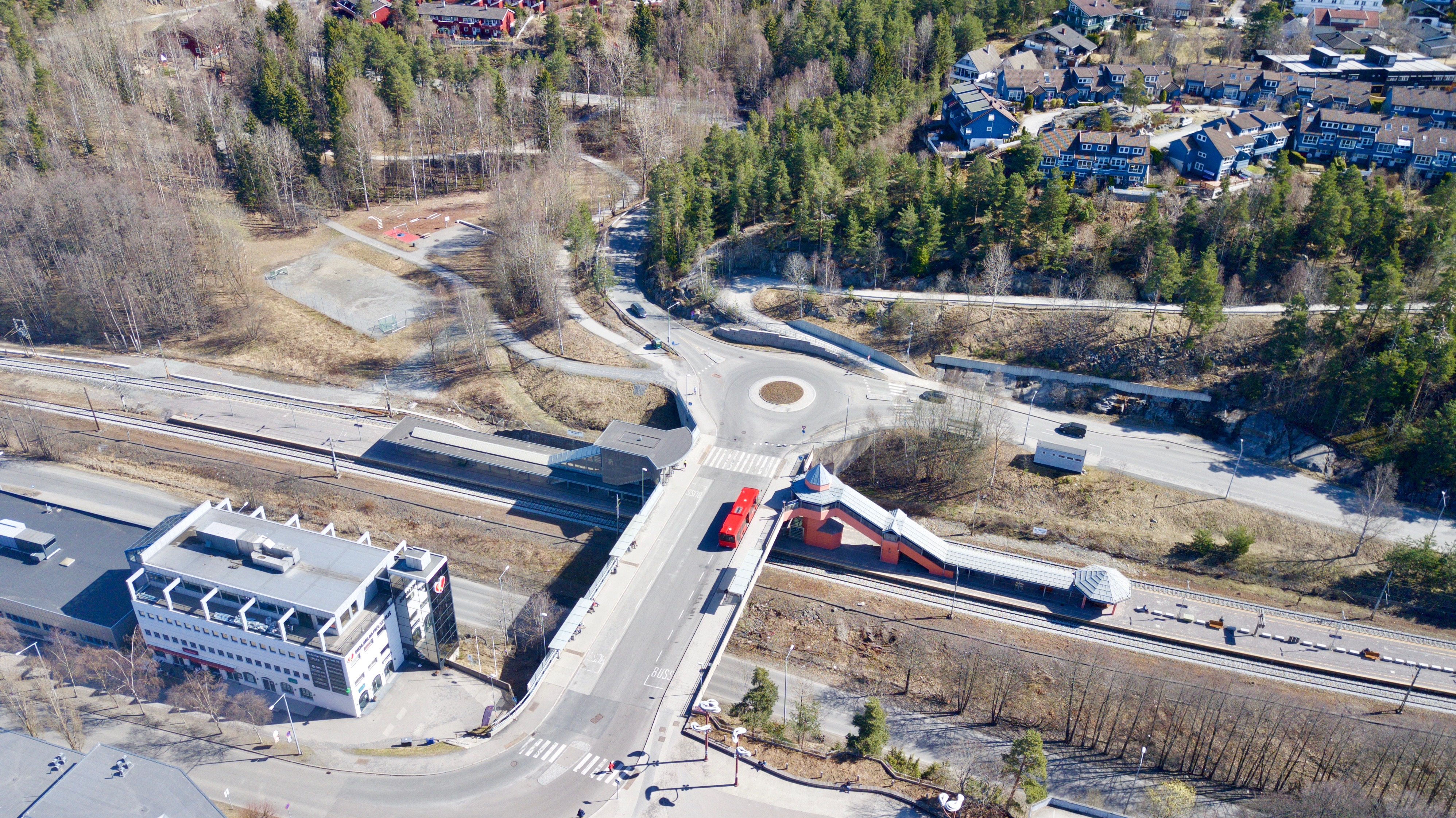
Le quartier de la gare vu d'en haut.

La gare de Holmlia est une gare ferroviaire norvégienne  de la ligne d'Østfold, située à Holmlia, quartier de la commune d'Oslo.
Mise en service en 1932, c'est une halte ferroviaire de la Norges Statsbaner (NSB). Elle est distante de 9,85 km de la gare centrale d'Oslo.

## Situation ferroviaire
Établie à 90 m d'altitude, La halte de Holmlia est située sur la ligne d'Østfold, entre les gares de Hauketo et de Rosenholm.

## Histoire
La halte de « Holm » est mise en service en 1932, elle prend le nom d'Holmlia en 1933. 
En 1982, elle est déplacée de 350 mètres en direction de la gare centrale d'Oslo.

## Service des voyageurs

### Accueil
C'est une halte ferroviaire sans personnel. Elle dispose notamment, d'automates pour l'achat de titres de transport, d'un long abri sur le quai central.

### Desserte
Holmlia est desservie par des trains locaux en direction de Skøyen, ou Lysaker, et de Ski.
| Gare précédente |                    |                     |                    | Gare suivante |
| --------------- | ------------------ | ------------------- | ------------------ | ------------- |
| Hauketo         | Ligne d'Østfold    | Ligne d'Østfold     | Ligne d'Østfold    | Rosenholm     |
| Gare précédente | Trains de banlieue | Trains de banlieue  | Trains de banlieue | Gare suivante |
| Hauketo         | L2                 | Stabekk–Oslo S–Ski  |                    | Rosenholm     |
| Hauketo         | L2x                | Stabekk–Oslo S–Ski  |                    | Kolbotn       |
| Oslo S          | L21                | Stabekk–Oslo S–Moss |                    | Ski           |

### Intermodalités
Un parking pour les véhicules et un parc à vélo y sont aménagés. Elle est desservie par les bus des lignes 77 (Holmlia – Bjørndal), 79 (Holmlia – Grorud T) et 80 (Holmlia - Grensestien).

## Galerie de photographies

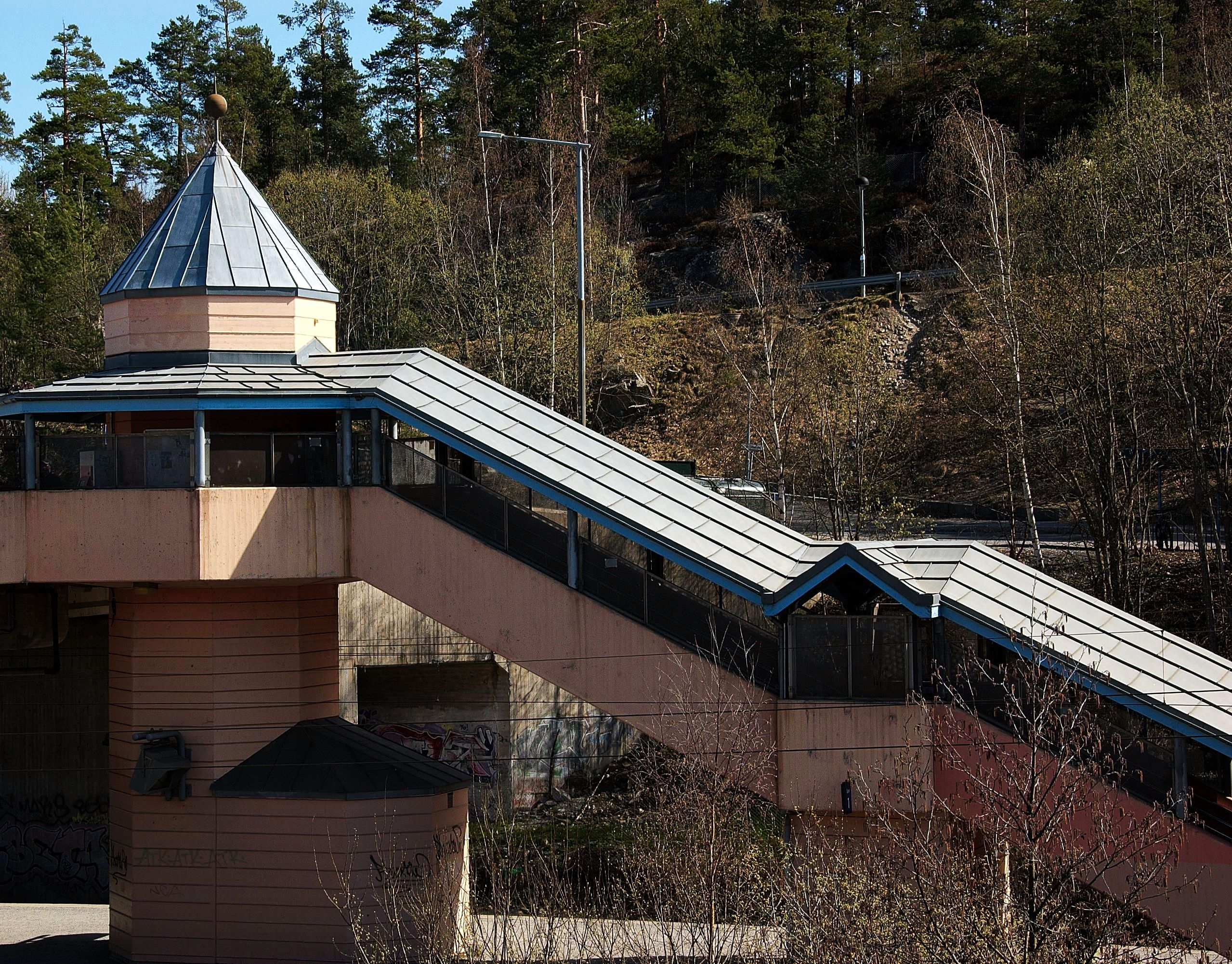
Accès au quai en 2009 (extérieur)
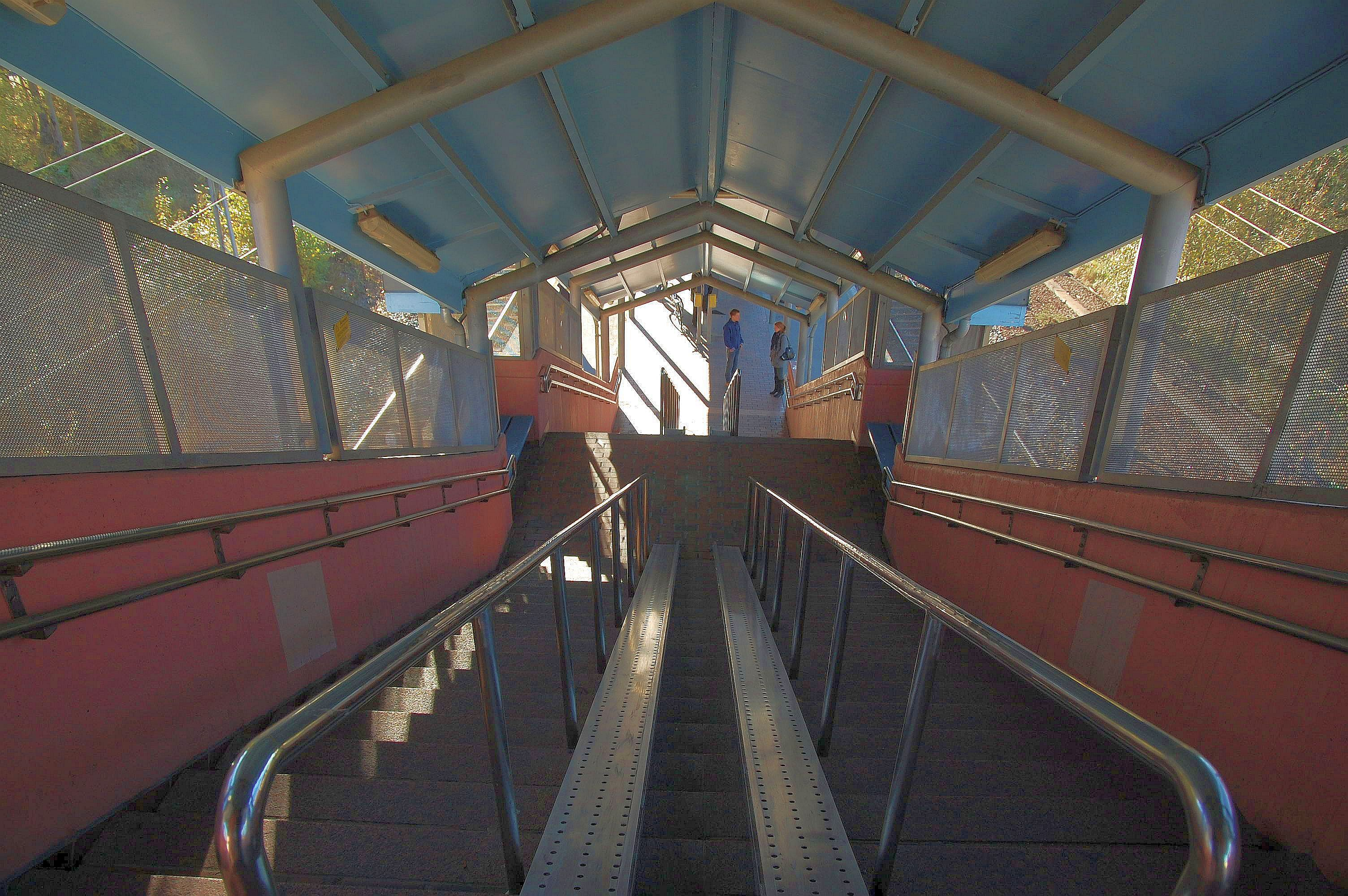
Accès au quai en 1988 (intérieur)